# Sabina Ossyra
Sabina Ossyra (* 17. Januar 1995 in Schweinfurt) ist eine ehemalige deutsche Bahnradsportlerin.
Seit dem Alter von zwölf Jahren ist Sabina Ossyra als Radsportlerin aktiv. 2013 wurde sie gemeinsam mit Anna Knauer deutschen Junioren-Meisterin im Teamsprint, im Sprint belegte sie Rang zwei und im 500-Meter-Zeitfahren Rang drei. Im Jahr darauf startete sie bei den deutschen Bahn-Meisterschaften in Cottbus in der Elite-Klasse. In der Mannschaftsverfolgung errang sie gemeinsam mit Luisa Kattinger, Tatjana Paller und Gudrun Stock den nationalen Titel, in Sprint und Keirin wurde sie jeweils Dritte.

## Erfolge
2013
- Deutsche Junioren-Meisterin – Teamsprint (mit Anna Knauer)

2014
- Deutsche Meisterin – Mannschaftsverfolgung (mit Tatjana Paller, Gudrun Stock und Luisa Kattinger)